# Donje Gnojnice
Donje Gnojnice – wieś w Chorwacji, w żupanii karlowackiej, w gminie Cetingrad. W 2011 roku liczyła 20 mieszkańców.